# Daryl Hall
Daryl Franklin Hohl, mais conhecido como Daryl Hall (Pottstown, 11 de Outubro de 1946) é um cantor de rock norte-americano, teclista, guitarrista, compositor e produtor, conhecido como o fundador e metade do duo Hall & Oates, com o parceiro John Oates, que também actuou como vocalista.
Hall escreveu e co-escreveu onze canções que atingiram o topo da Billboard, como "She's Gone" (com John Oates interpretada posteriormente pela banda Tavares), "Rich Girl", "Kiss On My List" (com Janna Allen), "Private Eyes" (com Sara Allen, Janna Allen e Warren Pash), "I Can't Go for That (No Can Do)" (com John Oates e Sara Allen), "Say It Isn't So", "Maneater" (com John Oates e Sara Allen), "Out of Touch" (com John Oates), "Everytime You Go Away" (com John Oates - grande sucesso na voz do cantor Paul Young) e "Do It For Love" (com John Oates).
Hall também cantou e co-escreveu seis canções populares na Billboard, que chegaram ao top 10 tais como: "Adult Education" (com John Oates e Sara Allen), "Method of Modern Love" (com Janna Allen), "You Make My Dreams" (com John Oates e Sara Allen), "Everything Your Heart Desires", "One on One" e "Did It in a Minute" (com Sara Allen e Allen Janna). Além disso, também participou com vocais em "Family Man", uma canção que foi escrita por Mike Oldfield, um ano antes do seu lançamento.

## Biografia

### Início de vida e carreira
Iniciando sua carreira como um adolescente nas ruas da Filadélfia, Hall rapidamente formou afiliações criativas com artistas como Smokey Robinson, os Temptations e muitos outros cantores de soul do início da década de 1960. Começou a sua carreira gravando com Kenny Gamble e Leon Huff, e ainda trabalhando como músico de sessão. Isso foi durante e após ter assistido Owen J. Roberts High School, em Pottstown, onde se graduou em 1964, e entrou em Temple University, especializando-se na música, enquanto trabalhava como músico de sessão.
Em 1967, ele conheceu John Oates, um estudante universitário de Temple, e embarcou numa jornada criativa de 30 anos. Segundo Daryl Hall, eles conheceram-se "no meio de uma briga num salto recorde". Hall já era um sénior, enquanto Oates foi um calouro, e ambos tinham tocado para fora temporariamente, até Oates ter sido transferido para outra escola, com apenas 19 anos. Daryl não desanimou e trabalhou numa curta banda de rock, Gulliver. Em 1969, apenas um ano após o seu abandono da faculdade, Hall voltou a concentrar-se na gravação de outros artistas, que o levou a assinar o seu primeiro contrato de gravação, no início de 1972.

## Hall & Oates
Assinou contrato com a Atlantic Records por Ahmet Ertegun e gerenciada por Tommy Mottola no início de 1970, Hall & Oates venderam mais álbuns do que qualquer outro duo na história da música. Seu segundo álbum, Abandoned Luncheonette, produzido por Arif Mardin e lançado em 1973, rendeu a música, "She's Gone", que foi um grande sucesso da época. A dupla gravou mais um álbum com a Atlantic, War Babies (produzido por Todd Rundgren), e em seguida assinaram contrato com a RCA. Durante o tempo na RCA a dupla obteve seu estrelato internacional.
A partir dos anos 70 a meados dos anos 80, Hall & Oates atingiu grandes sucessos incluindo "Rich Girl", "Kiss on My List", "Private Eyes", "I Can't Go for That (No Can Do)", "Maneater" e "Out of Touch" de seus seis discos de platina — Bigger Than Both of Us, Voices, Private Eyes, H2O, Rock 'n Soul Part 1 e Big Bam Boom. Também produziram um adicional de seis músicas Top 10, "Sara Smile", "One on One", "Family Man", "You Make My Dreams", "Say It Isn't So" e "Method of Modern Love".
A dupla lançou um álbum de Natal em outubro de 2006 intitulado Home for Christmas.
A dupla entrou no Rock and Roll Hall of Fame em 2014.

## Projetos solo
Além de seu trabalho com Oates, Hall tem feito música como artista solo. Em 1977 Robert Fripp produziu e tocou no álbum de estreia a solo de Hall, o tão aclamado 'Sacred Songs'.  Este álbum foi lançado em 1980.
Em 1984, ele co-escreveu e produziu, com Arthur Baker, a música "Swept Away" para Diana Ross.
Em 1985, Hall apresentou duas músicas no primeiro Farm Aid  concerto em Champaign, Illinois Hall participou do We Are the World, bem como fechando o Live Aid, show na Filadélfia. Ele também fez um álbum com Dave Stewart desse ano, Three Hearts in the Happy Ending Machine". Ele tem gravado tantos trabalhos solos, como Soul Alone em 1993 e Can't Stop Dreaming em 1996, sendo que ambos foram bem recebidos internacionalmente. Em 1994 compôs "Gloryland" que foi a trilha sonora original da Copa do Mundo de 1994.
Em 2007, Hall estrelou na HBO séries "Flight of the Conchords".
Em 12 de março de 2008, Hall tocou com sua banda no South by Southwest festival em Austin, Texas.
Hall estava programado para cantar o Hino Nacional dos Estados Unidos antes do 5° Jogo da "World Series" na Filadélfia Citizens Bank Park, em 2008, mas, devido a uma doença, não pode aparecer, tendo Oates cantando em seu lugar.
Em 2009, Hall estrelou no Independent Film Channel séries, Z-Rock (como ele mesmo).
Em 2010, Hall foi de volta ao estúdio trabalhando em um disco solo com o baixista e diretor musical, T-Bone Wolk. Wolk morreu de um ataque cardíaco em 28 de fevereiro de 2010, horas depois de completar uma sessão com Hall. Hall divulgou um comunicado sobre a morte de seu baixista de quase 30 anos: "Não é se eu vou continuar, mas como? T-Bone foi um dos seres humanos mais sensíveis e bons que eu já conheci."
Em 11 de junho de 2010, Hall dividiu o palco com duo eletrônico Chromeo para uma noite especial no Bonnaroo Music and Arts Festival. Sua lista de músicas consistia em uma mistura de faixas de ambas as bandas, Hall & Oates e Chromeo.
Em 27 de setembro de 2011 ele lançou o álbum Laughing Down Crying em Verve Records.
Em 12 de agosto de 2011, Reino Unido, o duo eletrônico Nero lançou seu álbum de estreia, "Welcome Reality", que apresenta vocais por Hall na faixa "Reaching Out", que também tem amostras de sucessos de Hall & Oates, com o hit da década de 80, "Out of Touch". "Reaching Out" foi lançado como o sexto single em 6 de Dezembro de 2011.

## Restauração de casas
Hall restaura e preserva casas históricas, tanto nos Estados Unidos como na Inglaterra. Em 2008, ele comprou a Bray House, no Kittery Point, Maine, casa do século XVIII e está em processo de restaurá-la. Ele também restaurou uma casa em Londres, construída pela primeira vez em 1740, com acesso direto à beira-mar rio Tâmisa. Ele comprou duas casas localizadas perto Hartford — uma construída em 1771, outro em 1780 — e eles tinham se mudado para a mesma propriedade no Condado de Dutchess, onde eles estavam combinado e restaurado.  Depois de ter mudado as casas, ele descobriu que ambas as casas, por coincidência, foram conectadas a uma mesma família.
Hall estrelou em 2014 um programa de televisão Daryl's Restoration Over-Hall no DIY rede, que mostrou ele e uma equipe trabalhando na restauração de uma de suas casas em Connecticut.

## Live from Daryl's House
A partir de 2007, Daryl Hall lançou o web show Live from Daryl's House, que apresenta diversos artistas convidados ao vivo em um podcast /videocast de sua casa em Millerton, Nova Iorque.
Em uma entrevista em junho de 2008, para a revista Blues & Soul, Hall declarou: "Para mim, era uma espécie de uma coisa óbvia. Eu estive em turnê toda a minha vida adulta, realmente, e, você sabe, você não pode estar em toda parte! Nem quero estar em toda parte neste momento! Eu só gostaria de gastar tanto tempo por ano na estrada. Então eu pensei "Por que não posso apenas fazer algo, onde quem quer me ver em qualquer lugar do mundo pode?! E, em vez de fazer a coisa artista tocando / público, eu queria desconstruir isso e fazer o público mais de uma "mosca na parede", um tipo de observador ... Eu quero dizer, o que eu sempre fiz no palco é muito natural. Eu falo com o público, então eu apenas pensei que eu iria, basicamente, trazer isso para a web."

## Vida pessoal
Hall foi casado com Bryna Lublin de 1969 a 1972. Ele se converteu à religião de Lublin, Judaísmo, a fim de se casar com ela. Ele não tem participado ativamente na religião desde então, mas disse que ele sente mais de uma conexão com o judaísmo do que a sua filiação original, Metodismo.
Hall teve um relacionamento de 30 anos com a compositora Sara Allen (a inspiração para a canção "Sara Smile", e uma colaboradora frequente com Hall & Oates), que terminou em 2001, por motivos não revelados. Eles nunca foram casados.
Hall tem um filho biológico chamado Darren Hall (nascido 1985) com Andrea Zabloski de Duluth, Minnesota.
Em julho de 2005, Hall foi diagnosticado com doença de Lyme, o fazendo cancelar a maioria da turnê de verão de Hall & Oates
Ele agora está casado com Amanda Aspinall e vive com ela e seus dois enteados, March e Orson. March participou como backing vocal nas canções "Save Me", "Message To Ya" e "Eyes For You" em 2011 no álbum de Daryl, Laughing Down Crying.

## Sucessos
Hall escreveu e co-escreveu 11 músicas que atingiram o número 1 na Billboard: "She's Gone" (com John Oates pela Tavares), "Rich Girl", "Kiss On My List" (com Janna Allen), "Private Eyes" (com Sara Allen, Janna Allen & Warren Pash), "I Can't Go for That (No Can Do)" (com John Oates & Sara Allen), "Say It Isn't So", "Maneater" (com John Oates & Sara Allen), "Out of Touch" (com John Oates), "Everytime You Go Away" (que atingiu o #1 quando gravado por Paul Young) e"Do It For Love" (com John Oates).
Hall, também cantou vocais e tem escrito ou co-escrito oito músicas mais populares pela Billboard, que também fizeram o Top 10, como: "Adult Education" (com John Oates & Sara Allen), "Sara Smile" (com John Oates - uma canção que se refere a ex-namorada de Hall), "Method of Modern Love" (com Janna Allen), "You Make My Dreams" (com John Oates & Sara Allen), "Everything Your Heart Desires", "One on One", "So Close" (com Jon Bon Jovi & Danny Kortchmar) e "Did It in a Minute" (com Sara Allen & Janna Allen). Ele também teve sucessos como vocalista  em, The Righteous Brothers' "You've Lost That Loving Feeling," e "Family Man," escrito por Mike Oldfield.

## Discografia

### Álbuns
| 1980                                                                  | Sacred Songs - Gravadora: RCA                             | 58  | 93 | —  | —  | —  | —  |
| 1986                                                                  | Three Hearts in the Happy Ending Machine - Gravadora: RCA | 29  | 30 | 43 | 42 | 12 | 26 |
| 1986                                                                  | The Classic Ballads - Gravadora: RCA                      | —   | —  | —  | —  | —  | —  |
| 1993                                                                  | Soul Alone - Gravadora: Epic                              | 177 | —  | —  | —  | —  | 55 |
| 1996                                                                  | Can't Stop Dreaming - Gravadora: BMG / Liquid 8 / CNR     | —   | —  | —  | —  | —  | —  |
| 2004                                                                  | Live in Philadelphia · 2004 - Gravadora: AAC              | —   | —  | —  | —  | —  | —  |
| 2011                                                                  | Laughing Down Crying - Gravadora: Verve Forecast          | 142 | —  | —  | —  | —  | —  |
| "—" denotes the album failed to chart or not released to that country |                                                           |     |    |    |    |    |    |

### Canções
| 1980                                    | "Something in 4/4 Time"                        | —  | —  | —  | —  | —  | —  | —  | —  | —  | —   | Sacred Songs                             |
| 1986                                    | "Dreamtime"                                    | 5  | 24 | 36 | —  | 28 | 53 | 30 | —  | —  | 28  | Three Hearts in the Happy Ending Machine |
| 1986                                    | "Foolish Pride"                                | 33 | 21 | —  | 91 | —  | —  | —  | —  | —  | 25  | Three Hearts in the Happy Ending Machine |
| 1986                                    | "I Wasn't Born Yesterday"                      | —  | —  | —  | —  | —  | —  | —  | —  | —  | 93  | Three Hearts in the Happy Ending Machine |
| 1986                                    | "Someone like You"                             | 57 | 11 | —  | —  | —  | —  | —  | —  | —  | —   | Three Hearts in the Happy Ending Machine |
| 1993                                    | "I'm in a Philly Mood"                         | 82 | —  | —  | —  | —  | 71 | —  | 39 | —  | 59  | Soul Alone                               |
| 1993                                    | "Stop Loving Me, Stop Loving You"              | —  | —  | —  | —  | —  | 51 | —  | —  | —  | 30  | Soul Alone                               |
| 1993                                    | "Wildfire"                                     | —  | —  | —  | —  | —  | —  | —  | —  | —  | —   | Soul Alone                               |
| 1994                                    | "I'm in a Philly Mood" [re-release]            | —  | —  | —  | —  | —  | —  | —  | —  | —  | 52  | Soul Alone                               |
| 1994                                    | "Love Revelation"                              | —  | —  | —  | —  | —  | —  | —  | —  | —  | —   | Soul Alone                               |
| 1994                                    | "Help Me Find a Way to Your Heart"             | —  | —  | —  | —  | —  | —  | —  | —  | —  | 70  | Soul Alone                               |
| 1994                                    | "Send Me"                                      | —  | —  | —  | —  | —  | —  | —  | —  | —  | —   | Soul Alone                               |
| 1994                                    | "Gloryland" (with Sounds of Blackness)         | —  | —  | —  | —  | —  | —  | —  | —  | 37 | 36  | Non-album songs                          |
| 1995                                    | "Wherever Would I Be" (with Dusty Springfield) | —  | —  | —  | —  | —  | 73 | —  | —  | —  | 44  | Non-album songs                          |
| 1996                                    | "Ghetto Smile" (B-Legit feat Daryl Hall)       | —  | —  | —  | —  | —  | —  | —  | —  | —  | 159 | Non-album songs                          |
| 1996                                    | "Justify" / "She's Gone"                       | —  | —  | —  | —  | —  | —  | —  | —  | —  | —   | Can't Stop Dreaming                      |
| 1997                                    | "Can't Stop Dreaming"                          | —  | —  | —  | —  | —  | —  | —  | —  | —  | —   | Can't Stop Dreaming                      |
| 1997                                    | "What's in Your World"                         | —  | —  | —  | —  | —  | —  | —  | —  | —  | —   | Can't Stop Dreaming                      |
| 2003                                    | "Cab Driver"                                   | —  | 21 | —  | —  | —  | —  | —  | —  | —  | —   | Can't Stop Dreaming                      |
| 2004                                    | "She's Gone"                                   | —  | —  | —  | —  | —  | —  | —  | —  | —  | —   | Can't Stop Dreaming                      |
| 2004                                    | "What's in Your World" [US release]            | —  | 27 | —  | —  | —  | —  | —  | —  | —  | —   | Can't Stop Dreaming                      |
| 2011                                    | "Talking to You (Is like Talking to Myself)"   | —  | 16 | —  | —  | —  | —  | —  | —  | —  | —   | Laughing Down Crying                     |
| 2011                                    | "Eyes for You"                                 | —  | 29 | —  | —  | —  | —  | —  | —  | —  | —   | Laughing Down Crying                     |
| "—" denotes releases that did not chart |                                                |    |    |    |    |    |    |    |    |    |     |                                          |